# Chile Chico
Chile Chico is een gemeente in de Chileense provincie General Carrera in de regio Aysén del General Carlos Ibáñez del Campo. Chile Chico telde 4.865 inwoners in 2017.